# 흄-로더리 규칙
흄-로더리 규칙(Hume-Rothery rules)은 윌리엄 흄-로더리에 의해 제안된 금속 합금이 치환형 고용체가 되는지 침입형 고용체가 되는지에 대한 규칙이다.

## 치환형 고용체
치환형 고용체 용액에 대한 흄-로더리 규칙은 다음과 같다.
1. 용질과 용매 원자의 원자 반지름은 15% 이상 차이가 나서는 안된다.[1]
{\displaystyle \%{\text{ difference}}=\left({\frac {r_{\text{solute}}-r_{\text{solvent}}}{r_{\text{solvent}}}}\right)\times 100\%\leq 15\%.}
2. 용질과 용매의 결정 구조가 비슷해야 한다.
3. 용질과 용매가 같은 원자가를 가진다면 완전히 녹게 된다.[2] 금속은 더 높은 원자가의 금속을 용해할 가능성이 그 역의 경우보다 더 높다.[3][4][5]
4. 용질과 용매의 전기음성도가 비슷해야 한다. 만일 전기음성도 차이가 너무 크다면 금속이 용액을 만들기보다는 금속간 화합물을 형성하기 쉽다.

## 같이 보기
- 기브스 자유 에너지
- 상평형 그림